# AudioGrail
AudioGrail (ранее известная как K-MP3, а также шутливое название «швейцарский нож») — это утилита работающая под операционной системы Windows, которая предоставляет пользователям мощный и простой в использовании инструмент для работы с популярными аудиоформатами MP3, OGG, MPC, APE, AAC, FLAC, WavPack и некоторыми другими.

## Описание
AudioGrail включает в себя большое количество утилит для работы с самыми популярными аудиоформатами, позволяет редактировать теги, переименовывать или сортировать файлы, определять качество, создавать Audio-CD и списки воспроизведения, устанавливать наилучший звук и многое другое, а также выполнять все операции в автоматическом режиме, избавляя пользователей от рутинной работы для экономии времени.
AudioGrail распространяется в двух редакциях, «Free» (Freeware) и «Expert» (Shareware). Бесплатная версия является более скромной по функциональным возможностям, к ней не предоставляется безлимитная одновременная работа с несколькими файлами подряд и служба технической поддержки от разработчиков, а также присутствует реклама.

## Возможности
- Поддержка форматов MP3, OGG, MPC, APE, AAC, FLAC и WavPack.
- Автоматическое переименование альбомов и тегов из freedb.
- Редактор тегов.
- Запись аудиофайлов на CD.
- Нормализация имен файлов и тегов.
- Массового удаления тегов.
- Органайзер.
- Поиск дубликатов файлов.
- Создание списков воспроизведения (M3U, PLS, XPL).
- Встроенный плеер.
- Неполные теги.
- Анализатор качества.
- Интернациональная поддержка.